# Islay
Islay er en skotsk ø i de Indre Hebrider.
Øens areal er omkring 600 km², og den er cirka 40 kilometer lang. Islay har 3.400 indbyggere.
De største byer på øen er Bowmore (800 indbyggere) og Port Ellen (900 indbyggere).

## Whisky
Islay bruges som betegnelse for whisky fra øen.
Med hele otte whiskydestillerier er whisky et af øens vigtigste indtægtskilder. Et niende destilleri er under opbygning. Navnet på destilleriet bliver Adnahoe og masterdestiller er den navnkundige Jim McEvan, der startede sin karriere i whiskyindustrien hos Bowmore som bødkerlærling. I 2001 genåbnede Bruichladdich med Jim som Masterdestiller. I 2014 optaget i Whisky Hall of Fame.   
Kendte whiskydestillerier på Islay:
- Ardbeg
- Bowmore
- Bruichladdich
- Bunnahabhain
- Caol Ila
- Kilchoman
- Lagavulin
- Laphroaig